# Benoît Cheyrou
Benoît Cheyrou, född 3 maj 1981 i Suresnes, är en fransk före detta fotbollsspelare. Han spelade under sin karriär för Lille OSC, AJ Auxerre, Olympique Marseille och Toronto FC. Han är yngre bror till landslagsspelaren Bruno Cheyrou.